# Peter Berg
Peter Winkler Berg (New York, 11 marzo 1964) è un attore, regista, sceneggiatore, produttore cinematografico e produttore televisivo statunitense.

## Biografia
Studia presso il The Taft School, e in seguito al Macalester College. Terminati gli studi si trasferisce a Los Angeles dove lavora come assistente di produzione, imparando a destreggiarsi nel mondo della televisione e del cinema. Nel 1989 prende parte al film di Wes Craven Sotto shock, poi recita in Bagliori nel buio del 1993. Nel 1995 entra nel cast della serie tv Chicago Hope dove interpreta il Dr. Billy Kronk; rimane nella serie fino al 1999, dove ha i primi approcci con la sceneggiatura e la regia, dirigendo alcuni episodi. Tra le altre esperienze come attore: Girl 6 - Sesso in linea di Spike Lee, Cop Land di James Mangold, Collateral di Michael Mann e Smokin' Aces di Joe Carnahan. Come attore ha preso parte anche ad alcuni episodi della serie tv Alias.
Debutta come regista cinematografico nel 1998 con il film Cose molto cattive con Cameron Diaz e Christian Slater, venendo accreditato anche come compositore, avendo realizzato il brano Walls Come Down. Nel 2003 dirige Il tesoro dell'Amazzonia. Nel 2004 dirige Friday Night Lights, da cui verrà tratta un'omonima serie televisiva, di cui è produttore e di cui dirige l'episodio pilota. Nel 2007 dirige The Kingdom con Jamie Foxx e Jennifer Garner, mentre nel 2008 dirige Will Smith nel blockbuster Hancock. Dopo un periodo di pausa, è la volta di due film in due anni, Battleship (2012) e Lone Survivor (2013), mentre nel 2016 dirige altre due produzioni, ossia Deepwater - Inferno sull'oceano e Boston - Caccia all'uomo.

### Vita privata
È stato sposato dal 1993 al 1997 con Elizabeth Rogers. Ha un figlio di nome Emmett, nato nel 1999.

## Filmografia

### Cinema
- Passioni in comune (Never on Tuesday), regia di Adam Rifkin (1988)
- Soluzione finale (Miracle Mile), regia di Steve De Jarnatt (1988)
- Going Overboard, regia di Valerie Breiman (1989)
- Il cuore di Dixie (Heart of Dixie), regia di Martin Davidson (1989)
- Sotto shock (Shocker), regia di Wes Craven (1989)
- Rischio assoluto (Genuine Risk), regia di Kurt Voß (1990)
- Cuori incrociati (Crooked Hearts), regia di Michael Bortman (1991)
- Surgelati speciali (Late for Dinner), regia di W.D. Richter (1991)
- Vicino alla fine (A Midnight Clear), regia di Keith Gordon (1992)
- Bagliori nel buio (Fire in the Sky), regia di Robert Lieberman (1993)
- Aspen - Sci estremo (Aspen Extreme), regia di Patrick Hasburgh (1993)
- F.T.W., regia di Michael Karbelnikoff (1994)
- L'ultima seduzione (The Last Seduction), regia di John Dahl (1994)
- Girl 6 - Sesso in linea (Girl 6), regia di Spike Lee (1996)
- La grande promessa (The Great White Hype), regia di Reginald Hudlin (1996)
- Cop Land, regia di James Mangold (1997)
- Corky Romano - Agente di seconda mano (Corky Romano), regia di Rob Pritts (2002)
- Collateral, regia di Michael Mann (2004)
- Smokin' Aces, regia di Joe Carnahan (2007)
- Leoni per agnelli (Lions for Lambs), regia di Robert Redford (2007)
- Hancock (2008) - cameo
- Battleship, regia di Peter Berg (2012)
- Lone Survivor, regia di Peter Berg (2013)
- Deepwater - Inferno sull'oceano (Deepwater Horizon), regia di Peter Berg (2016)
- Boston - Caccia all'uomo (Patriots Day), regia di Peter Berg (2016)
- Red Zone - 22 miglia di fuoco (Mile 22), regia di Peter Berg (2018)

#### Televisione
- Chicago Hope – serie TV (1994-2000)
- Painkiller – miniserie TV (2023)

### Regista

#### Cinema
- Cose molto cattive (Very Bad Things) (1998)
- Il tesoro dell'Amazzonia (The Rundown) (2003)
- Friday Night Lights (2004)
- The Kingdom (2007)
- Hancock (2008)
- Battleship (2012)
- Lone Survivor (2013)
- Ballers – serie TV (2015)
- Deepwater - Inferno sull'oceano (Deepwater Horizon) (2016)
- Boston - Caccia all'uomo (Patriots Day) (2016)
- Red Zone - 22 miglia di fuoco (Mile 22) (2018)
- Spenser Confidential (2020)

#### Televisione
- Virtuality – film TV (2009)
- The Leftovers - Svaniti nel nulla – serie TV (2014)
- Painkiller – serie TV (2023)
- American Primeval – miniserie TV (2025)

#### Videoclip
- One More Night dei Maroon 5 (2012)

### Sceneggiatore
- Chicago Hope – serie TV (1994)
- Cose molto cattive (Very Bad Things) (1998)
- Friday Night Lights (Friday Night Lights) (2004)
- Friday Night Lights – serie TV (2006)
- The Losers (2010)
- Lone Survivor (2013)
- Boston - Caccia all'uomo (Patriots Day) (2016)

### Produttore
- Wonderland – serie TV (2000)
- Plutonio 239 - Pericolo invisibile (The Half Life of Timofey Berezin) (2006)
- Friday Night Lights – serie TV (2006-2010)
- Lars e una ragazza tutta sua (Lars and the Real Girl) (2007)
- Virtuality – film TV (2009)
- Trauma – serie TV (2009-2010)
- Lone Survivor (2013)
- Hercules - Il guerriero (Hercules) (2014)
- The Leftovers - Svaniti nel nulla – serie TV, 28 episodi (2014-2017)
- Ballers – serie TV (2015- in corso)
- Hell or High Water, regia di David Mackenzie (2016)
- I segreti di Wind River (Wind River), regia di Taylor Sheridan (2017)
- Red Zone - 22 miglia di fuoco (Mile 22), regia di Peter Berg (2018)
- Spenser Confidential, regia di Peter Berg (2020)

## Doppiatori italiani
Nelle versioni in italiano delle opere in cui ha recitato, Peter Berg è stato doppiato da:
- Francesco Prando in Sotto Shock, Cop Land, Alias, Vicino alla fine
- Pino Insegno in Bagliori nel buio, La grande promessa
- Stefano Benassi in Chicago Hope, Leoni per agnelli
- Roberto Draghetti in Smokin' Aces, Battleship
- Riccardo Rossi in Corky Romano - Agente di seconda mano
- Marcello Cortese in L'ultima seduzione
- Massimo De Ambrosis in Californication
- Simone Mori in Collateral
- Oliviero Dinelli in Deepwater - Inferno sull'oceano
- Stefano Santerini in Ballers
- Fabrizio Dolce in American Primeval